# (31930) 2000 GJ81
2000 GJ81 (asteroide 31930) é um asteroide da cintura principal. Possui uma excentricidade de 0.15350280 e uma inclinação de 12.43194º.
Este asteroide foi descoberto no dia 6 de abril de 2000 por LINEAR em Socorro.